# Droga wojewódzka 537
Die Droga wojewódzka 537 (DW 537) ist eine 54 Kilometer lange Droga wojewódzka (Woiwodschaftsstraße) in der polnischen Woiwodschaft Ermland-Masuren, die Lubawa (Löbau (Westpre.)) mit Pawłowo (Paulsgut) verbindet. Die Strecke liegt im Powiat Iławski, im Powiat Ostródzki und im Powiat Olsztyński.

## Streckenverlauf
Woiwodschaft Ermland-Masuren, Powiat Iławski
-  Lubawa (Löbau in Westpreußen) (DK 15, DW 541)
- Napromek (Gut Nappern)

Woiwodschaft Ermland-Masuren, Powiat Ostródzki
- Wygoda (Ruhwalde)
- Marwałd (Marwalde)
- Tułodziad (Taulensee)
- Marcinkowo (Mertensdorf)
-  Frygnowo (Frögenau) (DW 542)
- Stębark (Tannenberg)
- Zybułtowo (Seewalde)
- Mielno (Mühlen)

Woiwodschaft Ermland-Masuren, Powiat Olsztyński
- Dębowa Góra (Eichberg)
-  Pawłowo (Paulsgut) (S 7, AS „Grunwald“)